# Die Deutsche Wochenschau

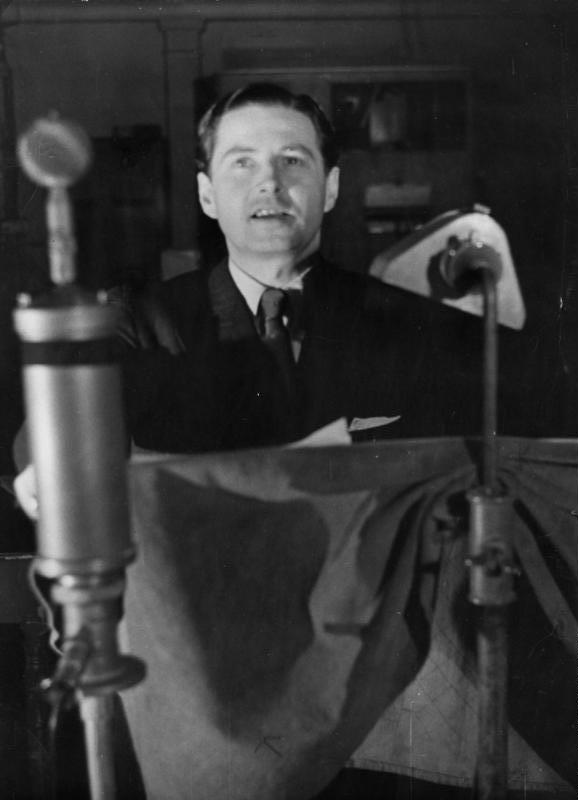
El locutor de Wochenschau Harry Giese ante el micrófono, año 1941

El Die Deutsche Wochenschau (El Noticiario Alemán) fue el noticiario unificado y controlado que se proyectaba en los cines del Reich alemán nazi desde 1940 hasta 1945. Se mostraba entre el documental cultural y la película principal y servía tanto para informar sobre los acontecimientos bélicos de la Segunda Guerra Mundial como para difundir la propaganda nazi. Cada semana se enviaban unas 2000 copias por todo el Reich, además de cientos de copias en idiomas extranjeros para los aliados, los estados neutrales y los campos de prisioneros de guerra. Una parte considerable del material fílmico conservado de esta época está compuesto por imágenes de los noticiarios.

## Historia

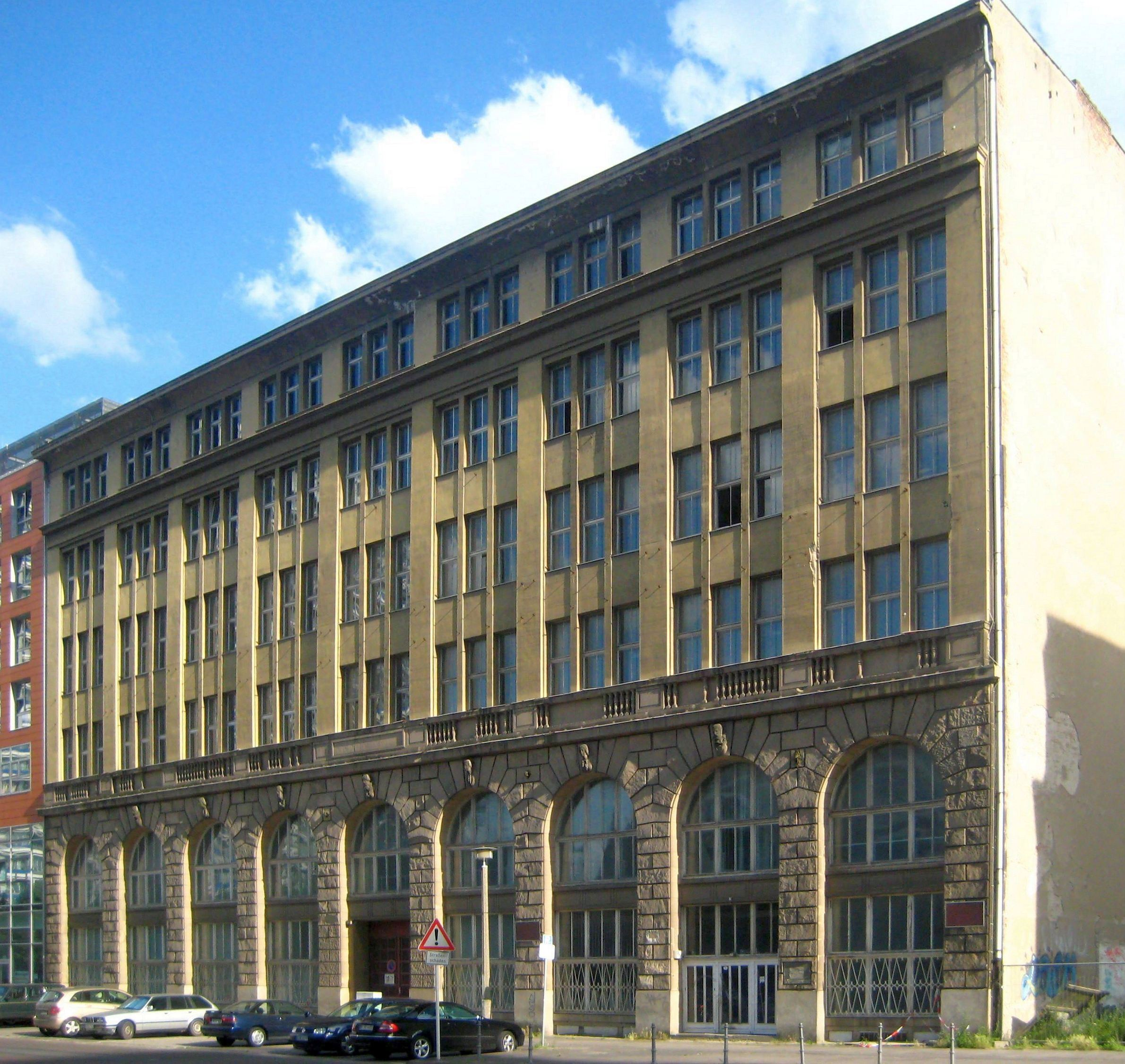
Antigua sede de la UFA, Berlín- Mitte

Los noticiarios regulares existían en el Reich alemán mucho antes del Die Deutsche Wochenschau. Desde los primeros tiempos del cine, las posibilidades documentales del cine aún sin sonido se utilizaron para diversas producciones de noticiarios, también de pequeñas empresas cinematográficas. Un ejemplo temprano es el Messter-Woche, que se mostraba desde 1914. A principios de la década de 1930, sobre todo debido a la introducción de la tecnología del cine sonoro, el mercado de los noticiarios se concentró en algunas empresas cinematográficas dominantes y sus noticiarios: la Universum Film AG, la Deulig-Tonwoche, la 20th Century Fox, entre otras. Ya antes del ascenso al poder de los nazis en 1933, los noticiarios tenían a menudo una orientación nacionalista; el ministro de propaganda del Reich, Joseph Goebbels, encontró aquí una herramienta de propaganda bien funcionante. En 1935, la producción de los diversos noticiarios producidos por la iniciativa privada se puso bajo la supervisión de una Oficina de Noticias Cinematográficas Alemanas fundada por Goebbels (entonces conocida como Büro Weidemann), que dependía directamente del Ministerio del Reich para la Ilustración Pública y la Propaganda
En 1939 se produjo un nuevo ajuste organizativo de la coordinación cada vez más centralizada de los noticiarios, cuando la Oficina de Noticias Cinematográficas Alemanas fue sustituida por la Oficina Central de Noticiarios Alemanes del Ministerio del Reich para la Ilustración Pública y la Propaganda. Esto significaba que las cuatro grandes marcas de noticiarios de las tres productoras de noticiarios seguían siendo oficialmente independientes, pero de hecho el Ministerio de Propaganda del Reich intervenía directamente en la elaboración de los noticiarios a través de la Oficina Central de Noticiarios. Las distintas empresas de noticiarios estaban subordinadas directamente a la Oficina Central de Noticiarios; no había margen de actuación ni de responsabilidad propios ni en el plano económico y organizativo ni en el personal. En los noticiarios, que se unificaron en gran medida en cuanto al contenido tras el inicio de la Segunda Guerra Mundial, se montaron durante algunos meses los diferentes títulos de crédito de las distintas empresas por razones de derechos de autor, pero a mediados de junio de 1940 (a partir del n.º 511) se sustituyeron por el título único Die Deutsche Wochenschau

## Producción

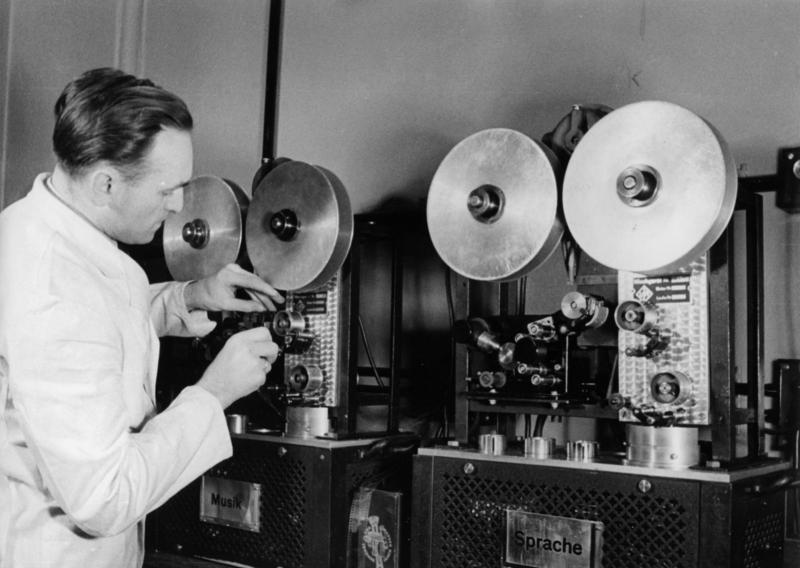
Sala de mezclas, 1941

El Die Deutsche Wochenschau recibía material fílmico de unidades especiales de reporteros de guerra de la Wehrmacht (Propagandakompanien) y de destacados cineastas como Hans Ertl y Walter Frentz. El material fue una fuente de imágenes para películas de propaganda nazi tardías como El judío eterno y La campaña de Polonia, así como para innumerables documentales de posguerra. El antiguo locutor de Tobis-Wochenschau y artista de doblaje Harry Giese fue asignado como "la voz" de la producción unificada de noticiarios alemanes. A pesar de su característica narración a toda velocidad que le da a los noticiarios un tono documental, se tomaron libertades al relatar los hechos en esta herramienta de propaganda nazi. Los anuncios de servicio público cómicos eran presentados por el dúo Tran y Helle. El compositor austriaco Franz R. Friedl fue el director musical del Die Deutsche Wochenschau.

Los noticiarios solían preceder a la película principal, anunciados por una secuencia de apertura derivada del Horst-Wessel-Lied; después del inicio de la Campaña de Rusia en 1941, iba acompañada del motivo de fanfarria de Les Préludes de Liszt.

## Recepción y efecto
El Die Deutsche Wochenschau era el medio de comunicación de masas más importante del Reich alemán, junto con la radio. Se estima que unos 25 millones de espectadores veían los noticiarios cada semana en los cines.  Los noticiarios tenían una gran influencia en la opinión pública y el estado de ánimo de la población, ya que mostraban una imagen distorsionada de la realidad de la guerra, ocultando las derrotas y exagerando los éxitos.  Sin embargo, a medida que la guerra se prolongaba y la situación se deterioraba, la credibilidad de los noticiarios se erosionaba y la gente los llamaba despectivamente "Die Lügenwochenschau" (El Noticiario de las Mentiras).  
Los noticiarios también se utilizaron para fines de educación política y formación militar. Se proyectaban en escuelas, fábricas, oficinas, cuarteles y otros lugares públicos.  Además, se enviaban copias en idiomas extranjeros a los países aliados, neutrales y ocupados, así como a los campos de prisioneros de guerra, con el fin de influir en la opinión internacional y minar la moral del enemigo. 
Después de la guerra, el material fílmico de los noticiarios se convirtió en una fuente valiosa para los historiadores y los documentalistas, aunque se debe tener en cuenta su carácter propagandístico y manipulador.  El archivo de los noticiarios se conserva en el Bundesarchiv-Filmarchiv en Berlín.  Algunos episodios de los noticiarios se pueden ver en línea en el sitio web del Bundesarchiv.